# Конічне ребро Валліса

Конічне ребро Валліса з параметрами a=b=c=1

Конічне ребро Валліса з параметрами a=1.01,b=c=1

Конічне ребро Валліса — лінійчата поверхня, яка задається параметричним рівнянням:
{\displaystyle x=v\cos u,\quad y=v\sin u,\quad z=c{\sqrt {a^{2}-b^{2}\cos ^{2}u}}.\,}
де a, b і c — константи.
Конічне ребро Валліса також є прямим коноїдом.
На другому малюнку видно, що конічне ребро Валліса утворюється рухом прямої.
Конічне ребро Валліса носить ім'я англійського математика Джона Валліса, хто був одним з перших вчених, які застосували методи аналітичної геометрії до вивчення конічних перетинів.